# Bruno Uvini
Bruno Uvini Bortolança (Capivari, 3 juni 1991) is een Braziliaans voetballer die doorgaans speelt als centrale verdediger. In juni 2025 verliet hij Vitória. Uvini maakte in 2012 zijn debuut in het Braziliaans voetbalelftal.

## Clubcarrière
Uvini werd geboren in Capivari en hij speelde in de jeugdopleiding van Audax São Paulo, voordat São Paulo hem in 2007 opnam in de jeugd. Daar werd de verdediger in 2010 gepromoveerd tot lid van de eerste selectie en hij maakte zijn professionele debuut op 29 september 2010, toen er met 4–2 verloren werd op bezoek bij Grêmio. Later kwam de Braziliaan tot nog zeven andere optredens. Op 14 februari 2012 besloot Tottenham Hotspur hem voor de duur van een half jaar op huurbasis over te nemen. Er was tevens een optie tot koop voor de verdediger. Uiteindelijk leidde het Engelse avontuur tot niet één optreden voor hij weer vertrok.
Op 29 augustus 2012 kreeg Uvini toch nog een transfer naar Europa. Napoli nam de verdediger over. Hij tekende voor vijf jaar in de havenstad. Na een half jaar werd hij tot het einde van het seizoen verhuurd aan Siena. Zonder voor die club te hebben gespeeld, keerde hij in de zomer van 2013 terug naar Napels. Op 2 november van dat jaar debuteerde Uvini voor Napoli, toen er met 2–1 gewonnen werd van Catania. De club verhuurde hem in 2014 vervolgens aan Santos. Hiervoor speelde hij dat jaar elf competitiewedstrijden en maakte hij zijn eerste twee doelpunten in het betaald voetbal.
Napoli verhuurde Uvini gedurende het seizoen 2015/16 aan FC Twente. Dat bedong daarbij tevens een optie tot koop. Bij Twente speelde de Braziliaan in drieëndertig competitiewedstrijden mee, waarin hij tot twee doelpunten wist te komen. Na zijn terugkeer naar Napoli wilde Uvini graag bij FC Twente blijven, maar dat werd lastig vanwege de slechte financiële situatie van de club. Van een terugkeer kwam het niet in de zomer van 2016; de centrumverdediger verkaste in augustus naar Al-Nassr.
Medio 2019 werd Al-Wakrah in Qatar de nieuwe werkgever van Uvini. In 2020 speelde hij bij het Saoedische Al-Ittihad. Hij vervolgde zijn loopbaan in 2021 in Japan bij FC Tokyo. In december 2022 tekende hij bij Grêmio. In april 2024 verkaste Uvini naar Vitória.

## Interlandcarrière
In mei 2012 werd de toen nog voor Tottenham spelende Uvini door bondscoach Mano Menezes opgeroepen voor het Braziliaans voetbalelftal. Die maand speelde de Seleçao namelijk een aantal oefenduels. Op 26 mei debuteerde de verdediger als international voor zijn land. Op die dag werd er namelijk met 1–3 gewonnen in het duel met Denemarken. Uvini mocht in de blessuretijd invallen voor aanvaller Hulk.
| Interlands van Bruno Uvini voor Brazilië | Interlands van Bruno Uvini voor Brazilië | Interlands van Bruno Uvini voor Brazilië | Interlands van Bruno Uvini voor Brazilië | Interlands van Bruno Uvini voor Brazilië | Interlands van Bruno Uvini voor Brazilië |
| №                                        | Datum                                    | Wedstrijd                                | Uitslag                                  | Competitie                               | Goals                                    |
| Als speler bij Tottenham Hotspur         | Als speler bij Tottenham Hotspur         | Als speler bij Tottenham Hotspur         | Als speler bij Tottenham Hotspur         | Als speler bij Tottenham Hotspur         | Als speler bij Tottenham Hotspur         |
| ---------------------------------------- | ---------------------------------------- | ---------------------------------------- | ---------------------------------------- | ---------------------------------------- | ---------------------------------------- |
| 1                                        | 26 mei 2012                              | Denemarken – Brazilië                    | 1 – 3                                    | Vriendschappelijk                        |                                          |
| 2                                        | 3 juni 2012                              | Mexico – Brazilië                        | 2 – 0                                    | Vriendschappelijk                        |                                          |
| 3                                        | 9 juni 2012                              | Argentinië – Brazilië                    | 4 – 3                                    | Vriendschappelijk                        |                                          |

Bijgewerkt op 5 juni 2025.